# 眞淳平
眞淳平（しん じゅんぺい、1962年-　）は、ライター・編集者。

## 来歴
東京都生まれ。慶應義塾大学経済学部卒業。青山学院大学大学院国際政治経済学研究科修士課程、法政大学大学院社会科学研究科修士課程修了。
集英社勤務を経て(有）エコ・パブリッシング代表。環境問題、社会問題、国際関係等が専門。

## 著書
- 『海はゴミ箱じゃない!』岩波ジュニア新書 2008
- 『人類が生まれるための12の偶然』松井孝典監修　岩波ジュニア新書 2009
- 『世界の国1位と最下位 国際情勢の基礎を知ろう』岩波ジュニア新書 2010
- 『人類の歴史を変えた8つのできごと 1 (言語・宗教・農耕・お金編)』岩波ジュニア新書 2012
- 『人類の歴史を変えた8つのできごと 2 (民主主義・報道機関・産業革命・原子爆弾編)』岩波ジュニア新書 2012
- 『21世紀はどんな世界になるのか 国際情勢、科学技術、社会の「未来」を予測する』岩波ジュニア新書 2014
- 『地図で読む「国際関係」入門』ちくまプリマー新書 2015

共著
- 『海ゴミ 拡大する地球環境汚染』小島あずさ共著 中公新書 2007